# Wasserturm Schleswig-Nord
Der Wasserturm Schleswig-Nord liegt mitten in einem Wohngebiet auf einer Anhöhe im Norden von Schleswig. Nach dem Umbau präsentiert sich das 37,3 m hohe Bauwerk in schmucklosen, funktionalen Formen.

## Bauwerk
Der ursprüngliche Stahlbetonbau hatte einen schlichten sechseckigen Sockel, über dem sich der Schaft mit vorspringenden Stahlbetonpfeilern erhob. Der 12-eckige Behälterbereich war flacher und breiter als heute. Er kragte leicht vor und war mit Rundbogenblenden verziert.
Beim Umbau wurden im Schaft Aluminiumverkleidungen an den Wänden zwischen den Pfeilern angebracht. Der Turmkopf wurde abgetragen und durch den heutigen schmaleren und höheren ersetzt, in dem ein 300 m² fassender Behälter Platz findet. Zwischen Schaft und Behälterbereich brachte man eine umlaufende Galerie an.

## Geschichtliches

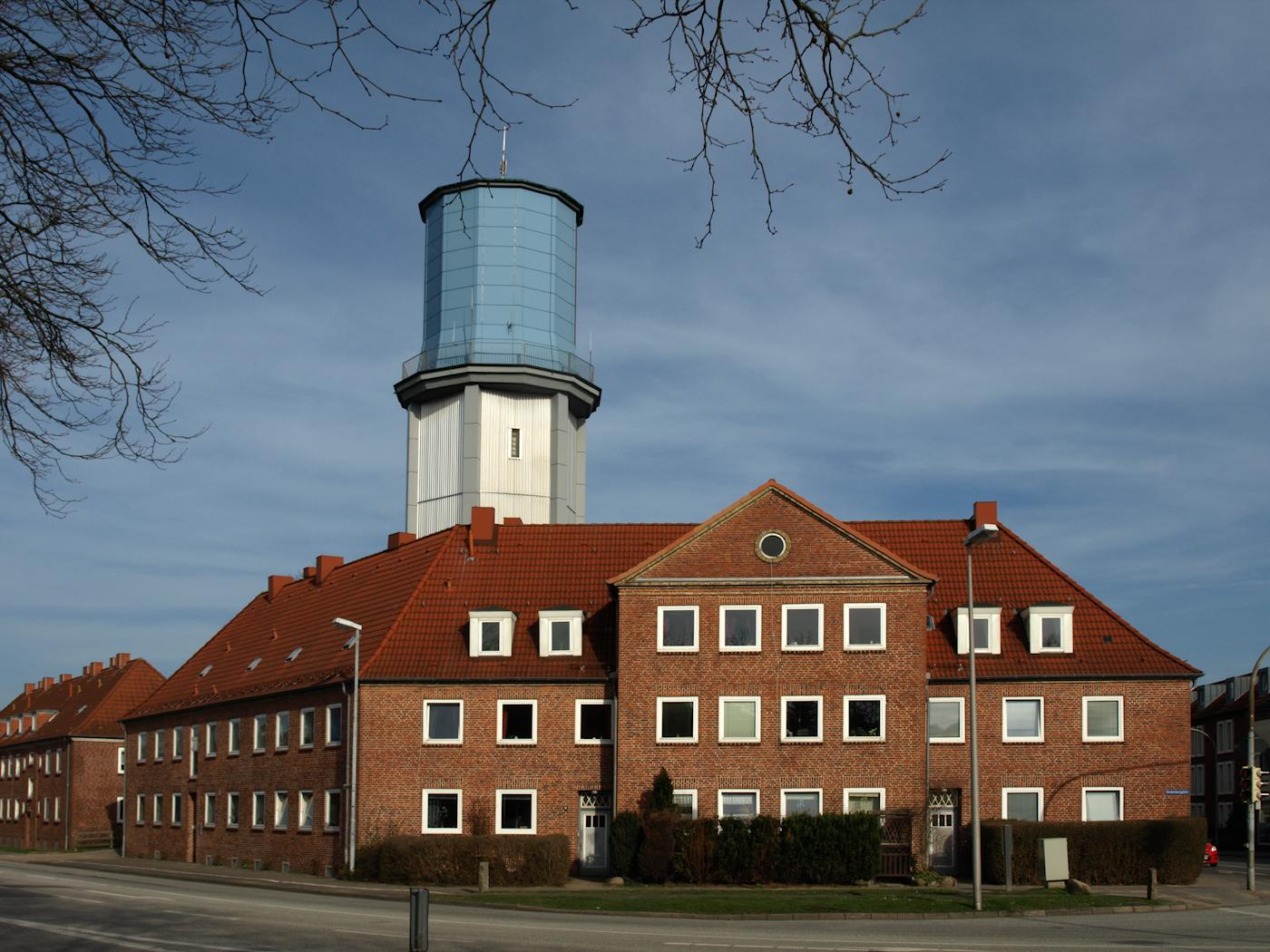
Lage des Turms im Wohngebiet zwischen Schubystraße und Berliner Straße

Schleswig verfügt schon lange über eine zentrale Wasserversorgung, weil im Stadtbereich keine ergiebigen Brunnen zu finden waren. Bereits im 16. Jahrhundert gab es eine Wasserleitung aus ausgehöhlten Baumstämmen. Das Wasser wurde aus dem Pfeifenteich und einigen Brunnen oberhalb der Stadt in die Altstadt geleitet.
Nachdem sich Mitte des 19. Jahrhunderts die Wasserqualität verschlechtert hatte, baute Schleswig Ende des 19. Jahrhunderts ein modernes Wasserwerk mit einem Hochbehälter. Es folgte der Ausbau der Rohrleitungen, allerdings wurden vorerst nur die niedrig gelegenen Stadtteile einbezogen.
Mit dem Bau eines neuen Werks ab 1907 und der anschließenden Errichtung des Wasserturms 1909 konnten auch die höher gelegenen Wohngebiete versorgt werden. Allerdings erwies sich der Wasserbehälter als störanfällig, er musste mehrfach abgedichtet werden.
Durch die Nutzung des Bauwerks als Flugabwehrstellung im Zweiten Weltkrieg nahm der Turm Schaden, so dass nach dem Krieg ein Abriss in Erwägung gezogen wurde. Die Stadt entschied sich dann aber für eine gründliche Reparatur und Modernisierung. So entstand 1958 der Turm in seiner heutigen Form. Der neue schlanke Behälter ermöglichte einen höheren Wasserspiegel und somit einen höheren Wasserdruck im Leitungsnetz.